# Gerd Krämer (Sportjournalist)
Gerd Krämer (* 19. November 1920 in Stuttgart; † 7. November 2010 ebenda) war ein deutscher Sportjournalist.

## Leben
Krämer besuchte das Reform-Realgymnasium Stuttgart, wo er das Abitur bestand.
Nach Arbeits- und Wehrdienst sowie britischer Kriegsgefangenschaft begann er seine Karriere bei Radio Stuttgart, dem Vorläufer des SDR. Er übertrug die Hoffnungsrede des damaligen amerikanischen Außenministers James F. Byrnes am 6. September 1946. Davor hatte er bereits 1945 im Radio die erste Liveübertragung eines Fußballspiels nach dem Krieg zwischen dem VfB Stuttgart und Fürth übertragen.
1950 war er Radioreporter bei dem Boxkampf zwischen Joe Louis und Ezzard Charles. Ab 1963 war er Moderator beim ZDF, wo er einer der ersten Moderatoren der Sendung Aktuelles Sportstudio war und Reportagen für den Sport-Spiegel sendete. Er berichtete außerdem von Olympischen Spielen, Welt- und Europameisterschaften.

## Veröffentlichungen
- Im Dress der elf Besten. Geschichte und Geschichten der deutschen Fussball-Nationalmannschaft. Bassermann, München 1961.
- Der Ruhm kennt keine Gnade. Roman. Pabel, Rastatt/Baden 1961.
- An Tagen, da das Endspiel war. 60 Jahre deutsche Fussballmeisterschaft. Limpert, Frankfurt a. M. 1963.
- [Einleitung in:] Oskar Wark: Die Fohlen 11. Borussia Mönchengladbach, deutscher Meister 1970. Osang-Verlag, Bad Honnef, 1970.
- Wie fern ist uns Olympia. Fromm, Osnabrück 1971.
- [Wiedergabe von Original-Reportagen] auf: WM-Erinnerungen. 1954–1970. Höhepunkte der Fussball-Weltmeisterschaften. Badische Anilin- & Soda-Fabrik, [Ludwigshafen] 1974.